# ルートヴィク・アウフ・デア・マウアー
ルートヴィク・アウフ・デア・マウアー（独: Ludwig Auf der Maur、1779年8月25日 - 1836年2月12日）は、スイスの将軍、政治家。
シュヴィーツ州知事、ウィーン会議大使を歴任。

## 生涯
1779年にスペイン・ナポリ軍のドン・フランチェスコ中佐の息子としてナポリ王国のナポリで生まれる。はじめナポリ軍の兵士、次いでサルディーニャ軍の将校として勤める。1798年にヘルヴェティア共和国のシュヴィーツにナポレオン・ボナパルト率いるフランス軍が侵攻した際には、シュヴィーツ州知事のアロイス・フォン・レディンク（Aloys von Reding）の補佐官を務めていた。1802年のステッキ戦争（Stecklikrieg）では、シュヴィーツ軍の司令官となる。さらに連邦軍（Föderalisten）の将軍となり、10月にはフライブルクを占領して、同月25日に名誉監察官となった。しかし11月から翌1803年2月まで、後に政敵となるアロイスとともにアールブルクの監獄に収監された。
その後すぐに、州軍の総帥に返り咲き、同年にアグネス・レディンク・フォン・ビーバーエック（Agnes Reding von Biberegg）と結婚する。1813年から1815年にはシュヴィーツ州知事となり、在任中の1814年から1815年にかけて開催されたウィーン会議の大使となる。知事在任中にシュヴィーツ州ラウエルツ湖にあるシュヴァーナウ島をシュヴィーツ教会から委譲される。島にあったザンクト・ヨーハン礼拝堂とシュヴァーナウ城は1806年のゴールダウ地滑りに伴う津波によって壊滅しており、その再建を託されたのである。島の再建を成し遂げ、「シュヴァーナウの騎士」（Ritter von Schwanau）と呼ばれて称賛された。
1816年から1821年までネーデルラント連合王国駐留スイス軍司令官となる。1824年から1825年は再びシュヴィーツ州知事を務め、1836年2月12日にシュヴィーツにて56歳で世を去った。